# Kwas szikimowy
Kwas szikimowy – organiczny związek chemiczny z grupy hydroksykwasów karboksylowych. Uczestniczy w biosyntezie aromatycznych aminokwasów – fenyloalaniny, tryptofanu i tyrozyny – a także fenoli i auksyn u roślin.
Biosynteza kwasu szikimowego:
Synteza kwasu 3-dehydrochinowego (DHQ) z kwasu fosfoenolopirogronowego i erytrozo-4-fosforanu poprzez pośredni 7-fosforan kwasu D-arabino-hept-2-ulosonowego:
Dehydratacja DHQ do kwasu 3-dehydroszikimowego, a następnie redukcja do kwasu szikimowego: